# Yōichi Wada
Yōichi Wada (和田 洋一, Wada Yōichi) (Nascido em 28 de maio de 1959) é o ex-presidente da desenvolvedora de jogos eletrônicos Square Enix. Ele já era presidente da Square Co. tendo recebido essa designação em 2003, quando a empresa fez fusão com a Enix. Yoichi também é o presidente da  Associação dos fornecedores de jogos eletrônicos (Computer Entertainment Supplier's Association - CESA) 